# Margaret Howell
Margaret Howell née le 5 septembre 1946 à Tadworth, dans le Surrey, en Angleterre est une créatrice de mode britannique depuis les années 1970. Elle s'est fait connaître et se distingue pour son interprétation de la chemise, la blouse, les derbies, le duffle coat et le trench coat. 

## Style
Ses vêtements sont caractérisés par leur androgynie et ont fait l'objet de campagnes publicitaires signées par de grands noms de la photographie tels que Bruce Weber, Koto Bolofo ou encore Alasdair McLellan.
Elle-même déclare : « Mon style est épuré et mes vêtements se caractérisent par la qualité des matières. Ce sont des classiques modernes mis au goût du jour. » « C'est souvent la méthode selon laquelle une chose est faite qui m'inspire... Un bon design doit fonctionner. Les vêtements doivent accomplir leurs fonctions, de la même manière qu'une chaise doit permettre de s'asseoir. »

## Carrière
« J'ai toujours fait mes propres vêtements, donc le plaisir de choisir les matières et de les adapter aux modèles a constitué mon premier apprentissage. [Mais] l'enseignement que j'ai suivi durant quatre ans aux Beaux-Arts (au Goldsmiths College à Londres) m'a tout appris en termes de couleurs, proportions et design. » Diplômée en 1969, Margaret Howell crée d'abord des accessoires tout en cherchant un premier emploi. En 1970, ses colliers faits main séduisent le magazine Vogue qui les met en avant et, repérés en vitrine de Browns (en), ils font l'objet d'une demande de la costumière Beatrice Dawson, qui commande à la créatrice un gilet en perles sur le même modèle pour Elizabeth Taylor dans le film 'Zee and Co' en plein tournage à Londres.[réf. nécessaire]
En 1972, Margaret Howell commence à dessiner, fabriquer et vendre des chemises depuis un petit appartement de Blackheath (Sud-Est de Londres) et cette production s'accélère avec des commandes de la part de Joseph à Londres ou de détaillants américains tels que Tommy Perse, Alan Bilzerian and Howard Partman. Grâce au soutien inconditionnel de Joseph, une franchise Margaret Howell ouvre sur South Molton Street en 1976. Avec son époux Paul Renshaw comme partenaire, Margaret Howell ouvre sa première boutique indépendante sur St Christopher's Place à Londres en 1980.
La marque rencontre un véritable succès et se développe. Dans un article qui lui est consacré en 1977 dans l'édition française du magazine Elle, Margaret Howell est décrite comme « un artisan plus qu'un industriel, avec ses méthodes de travail précises et méticuleuses. » Jack Nicholson, en fan de la première heure, insiste sur le tournage de The Shining pour porter à l'écran sa veste Margaret Howell en velours personnelle, conduisant à une commande de douze pièces similaires de la part de Stanley Kubrick. Grace Coddington, en 1982, choisit une création Margaret Howell comme Robe de l'Année. Un magasin Margaret Howell ouvre à Manhattan la même année, tandis que la première boutique japonaise en nom propre est inaugurée en 1983 à Tokyo, dans le quartier d'Aoyama. Cependant, cette expansion rapide cause quelques soucis à la créatrice. Son divorce en 1987 entraîne le départ de Renshaw de la société. Celle-ci connaît une restructuration initiée en 1990 par Sam Sugure, à l'origine de son contrat de licence japonais, et Richard Craig, aujourd'hui encore Directeur Général de l'entreprise. 
Cette nouvelle direction permet un retour à une croissance stable. La société inaugure son propre atelier de chemises à Edmonton, au Nord de Londres, en 2000 et un magasin flagship voit le jour sur Wigmore Street à Londres en 2002, imaginé en collaboration avec Will Russell, architecte chez Pentagram.

## Distinctions
En 2007, Howell a reçu le titre de Commandeur de l'ordre de l'Empire britannique (CBE) pour son apport à l'industrie de la vente et a été nommée Royal Designer for Industry par la Royal Society of Arts (RSA),.
- 2010 - Doctorat à titre honorifique de la University of Arts de Londres [14]

- 2013 - Professorat à titre honorifique de la University for the Creative Arts [15]

- 2015 - Poste d'enseignant-chercheur à titre honorifique du Goldsmiths College de Londres [16]